# Mambrú 3
Mambrú 3 es el tercer y último álbum de estudio publicado en 2004 por la banda argentina Mambrú.

## Canciones
| N.º | Título                 | Escritor(es)                                                    | Duración |  |
| 1.  | «Quisiera ver»         | Afo Verde, Pablo Durand, Fernando López Rossi, Pablo Silberberg | 4:14     |  |
| 2.  | «Ayer»                 | Afo Verde, Pablo Durand, Fernando López Rossi                   | 3:13     |  |
| 3.  | «Días difíciles»       | Pablo Silberberg, Gerónimo Rauch, Carlos Silberberg             | 3:58     |  |
| 4.  | «Por qué llorar»       | Afo Verde, Pablo Durand, Fernando López Rossi, Pablo Silberberg | 2:55     |  |
| 5.  | «Mujeres»              | Afo Verde, Pablo Durand, Fernando López Rossi                   | 3:19     |  |
| 6.  | «No trajo tu amor»     | Afo Verde, Pablo Durand, Fernando López Rossi                   | 3:20     |  |
| 7.  | «Dejame ver»           | Afo Verde, Pablo Durand, Fernando López Rossi                   | 3:15     |  |
| 8.  | «Nada de nada»         | Afo Verde, Pablo Durand, Fernando López Rossi                   | 2:27     |  |
| 9.  | «Dónde estás»          | Afo Verde, Pablo Durand, Fernando López Rossi                   | 3:46     |  |
| 10. | «Que el tiempo aclare» | Afo Verde, Pablo Durand, Fernando López Rossi                   | 3:14     |  |
| 11. | «Si te vas»            | Pablo Silberberg, Gerónimo Rauch, Emanuel Ntaka                 | 4:46     |  |
| 12. | «Para siempre»         | Pablo Silberberg, Carlos Silberberg, Afo Verde                  | 3:46     |  |

## Sencillos
- "Ayer"

## Videoclips
- "Ayer"

- Datos: Q104042237